# Кожов, Михаил Михайлович
Михаил Михайлович Кожов (18 ноября 1890, Тутура, Иркутская губерния — 4 ноября 1968) — советский зоолог, гидробиолог, эколог и биогеограф, крупнейший знаток фауны озера Байкал. Доктор биологических наук, профессор, заведующий Кафедрой зоологии беспозвоночных и гидробиологии Иркутского государственного университета (1930—1968), директор Биолого-географического института при ИГУ (сейчас НИИ биологии ИГУ) (1931—1962 гг.). Заслуженный деятель науки РСФСР, кавалер орденов Трудового Красного Знамени и Знак Почёта. Участник Первой мировой и Гражданской войн.

## Биография
Родился в селе Тутура Иркутской губернии (ныне Жигаловский район Иркутской области) в русской крестьянской семье, имел сестёр Клавдию и Ольгу, брата Александра. Рано осиротел, в десять лет начать работать батраком, с 1904 года – почтальоном, с 1905 – писарем канцелярии волостного правления, с 1912 – счетоводом кредитного товарищества. Добился разрешения посещать занятия в Верхоленском горном училище, в 1913 году экстерном сдал экзамен на звание народного учителя, учительствовал в родной Тутуре. Во время Первой мировой войны был призван в армию, воевал на Западном фронте, дослужился до командира роты. В 1918 году вернулся домой, в Гражданскую войну был мобилизован в Белую армию, однако бежал и воевал на стороне красных и был участником повстанческого движения против колчаковцев. После Гражданской войны был направлен в распоряжение Верхоленского уездного отдела народного образования, в котором в 1920–21 годы работал школьным инструктором.
В 1921 году поступил Иркутский университет и в 1925 окончил биологическое отделение физико-математического факультета ИГУ, после чего остался работать на кафедре зоологии беспозвоночных. В этом же году написал свою первую научную работу «Очерк по фауне пресноводных губок Иркутской губернии и Прибайкалья».
В 1931 году вышла в свет первая монография М. М. Кожова — «К познанию фауны Байкала, её распределения и условий обитания».
В 1936 году Михаил Михайлович защитил докторскую диссертацию «Моллюски озера Байкал (систематика, экология, распространение, некоторые данные по генезису и истории)».
Профессор Иркутского госуниверситета, Кожов Михаил Михайлович совмещал научную и преподавательскую деятельность (заведовал кафедрой зоологии беспозвоночных с 1930 по 1968 год) с общественной деятельностью, был организатором и первым председателем Иркутского отделения общества «Знание».
М. М. Кожов — создатель сибирской школы гидробиологов и ихтиологов. Он подготовил более 20 кандидатов и докторов наук. Михаил Михайлович автор 136 научных работ, в том числе 6 монографий.
Похоронен в с. Большие Коты на берегу Байкала.

## Научный вклад
Виднейший байкаловед. Объяснил происхождение байкальской фауны. Изучал распределение и генезис фауны Байкала и его бассейна; особенности видообразования в гигантских озерах.
Основным направлением научной деятельности, профессора-байкаловеда, Михаила Михайловича Кожова были проблемы происхождения животного и растительного мира озера Байкала. Выдающийся учёный видел в байкаловедении научное направление, охватывающее геологические, географические, биологические науки, изучающие озеро Байкал как единое уникальное природное явление.
На основе многолетних экологических наблюдений за жизнью толщи вод и дна озера были впервые сформулированы основные закономерности биологических процессов в Байкале.
Михаил Михайлович был первый против проекта прорези скалистого порога в истоке Ангары и одним из первых поднял голос в защиту Байкала, против строительства в 1960-е годы на его берегах целлюлозного комбината. М. М. Кожов говорил:

С полным основанием трудящиеся нашей Родины требуют, чтобы Байкал был сохранен во всей его первобытной величественной красоте и целостности, с его кристально чистыми водами, великолепной горной тайгой, украшающей берега Великого озера, с его уникальной древнейшей фауной и флорой…

## Прототипы
Михаил Михайлович Кожов стал прототипом одного из главных героев фильма «У озера» режиссёра Сергея Герасимова, снятого в 1969 году.

## Память
Именем М. М. Кожова названы:
- музей байкаловедения на биолого-почвенном факультете ИГУ,
- музей байкаловедения в посёлке Большие Коты,
- исследовательское судно «Профессор М. М. Кожов».

В Иркутском университете традиционно проводятся чтения, посвящённые памяти профессора М. М. Кожова.
В городе Иркутске в честь него названа улица.

## Награды и звания
- Орден Трудового Красного Знамени
- Медаль «За доблестный труд в Великой Отечественной войне 1941—1945 гг.»
- Орден «Знак Почёта»
- Заслуженный деятель науки РСФСР
- Доктор биологических наук
- Профессор

## Основные труды
- Кожов М. М. Состав фауны Восточной Сибири и её распределение // Изв. Вост.-Сиб. отд. Рус. гос. геогр. о-ва. 1926. Т. 51. С. 3-50.
- Кожов М. М. К познанию фауны Байкала, её распределения и условий обитания // Изв. Биол.-геогр. НИИ при Иркутск. гос. ун-те. 1931. Т. 5, вып. 1. С. 3-177.
- Кожов М. М. Моллюски озера Байкал : систематика, распределение, экология, некоторые данные по генезису и истории. — М. ; Л. : Изд-во АН СССР, 1936. — 352 с.
- Кожов М. М. Животный мир озера Байкал. — Иркутск : Иркут. обл. изд-во, 1947. — 303 с.
- Кожов М. М. Пресные воды Восточной Сибири : (бассейн Байкала, Ангары, Витима, верхнего течения Лены и Нижней Тунгуски). — Иркутск : Иркут. обл. гос. изд-во, 1950. — 368 с.
- Кожов М. М. Байкал и его жизнь : (научно-популярный очерк). — Иркутск : Кн. изд-во, 1955. — 44 с. [2-е, 3-е и 4-е испр. изд. — Иркутск : Иркут. кн. изд-во, соотв.: 1956. — 44 с.; 1960. — 50 с.; 1963. — 98 с.; кроме того — М. : Знание, 1953. — 47 с.; англ.: Kozhov, 1963]
- Кожов М. М. О генезисе основных экологических комплексов в современной байкальской фауне // Изв. Биол.-геогр. НИИ при Иркутск. гос. ун-те. 1958. Т. 17, вып. 1-4. С. 68-83.
- Кожов М. М. О видообразовании в озере Байкал // Бюл. МОИП. Отд. биол. 1960. Т. 65, № 6. С. 39-47.
- Кожов М. М. Биология озера Байкал. — М.: Изд-во АН СССР, 1962. — 315 с.
- Кожов М. М. Очерки по байкаловедению. — Иркутск : Вост.-Сиб. кн. изд-во, 1972. — 254 с.